# Peyrieras-Wollmaki
Der Peyrieras-Wollmaki (Avahi peyrierasi) ist eine Primatenart aus der Gruppe der Lemuren. Er wurde erst 2006 als eine vom Östlichen Wollmaki eigenständige Art beschrieben und ist nach dem französischen Zoologen André Peyrieras benannt.
Peyrieras-Wollmakis erreichen eine Kopfrumpflänge von rund 27 Zentimetern, dazu kommt ein rund 33 Zentimeter langer Schwanz. Ihr Gewicht beträgt etwa 0,9 bis 1,1 Kilogramm. Ihr Fell ist dicht und wollig, es ist an der Oberseite rotbraun und an der Unterseite hellgrau gefärbt. Der buschige Schwanz ist rötlicher als der Rumpf. Der Kopf ist rundlich, die Augen sind groß, die Schnauze kurz und dunkel.
Peyrieras-Wollmakis kommen wie alle Lemuren nur auf Madagaskar vor, wo sie die Regenwälder an der Ostküste bewohnen. Die genauen Ausmaße ihres Verbreitungsgebietes sind nicht bekannt, eines ihrer Hauptvorkommen liegt im Nationalpark Ranomafana. Die Lebensweise dieser neu beschriebenen Art ist nicht bekannt, vermutlich stimmt sie mit der der übrigen Wollmakis überein. Demzufolge sind sie nachtaktive Baumbewohner, die sich senkrecht kletternd und springend fortbewegen, in monogamen Familiengruppen leben und sich vorwiegend von Blättern ernähren.
Auch ihr Gefährdungsgrad ist unklar. Die IUCN listet die Art unter „zu wenig Daten vorhanden“ (data deficient).